# سمیحه خلیل
سمیحه خلیل (عربی: سميحة خليل; زاده: ۱۹۲۳ - درگذشته: ۲۶ فوریه ۱۹۹۹) تنها نامزد که در سال ۱۹۹۶ در انتخابات مجلس فلسطین به رقابت با یاسر عرفات پرداخت و به آرای
۱۱٫۵ دست یافت.

## زندگی‌نامه
سمیحه خلیل در سال ۱۹۲۳ در ناحیه طولکرم متولد شد. وی با سالمه خلیل ازدواج کرد که صاحب پنج فرزند شد و پس از یک عمر مبارزه در سال ۱۹۹۹ به نزد پدر و مادرش بازگشت. او فرصتی برای تدریس در سن نوجوانی نداشت و پس از ۲۵ سال ازدواج آن را تکمیل کرد. با این حال، او نتوانست تحصیلات دانشگاهی خود را به دلیل ممنوعیت و بازداشت خانگی که توسط مقامات اسرائیلی تحمیل شده بود، تکمیل کند.

## فعالیت‌ها
- سال ۱۹۶۵ با گروهی از انجمن زنان احیای خانواده را تأسیس کرد
- سال ۱۹۷۷ عضو جبهه ملی با ۴۲ عضو بود
- سال ۱۹۷۸ عضو کمیته رهبری ملی با ۳۴ عضو بود

## حبس خانگی
در ۱۹۸۰ سمیحه به مدت دو و نیم سال تحت بازداشت خانگی قرار گرفت و ۱۲ سال ممنوع‌السفر شد. در طی این دوره، خواهرش و نوه‌اش را از دست داد؛ با این وجود او مجاز نبود که با خانواده‌اش رابطه داشته باشد.

## درگذشت
سمیحه در ۲۶ فوریه ۱۹۹۹ در رام‌الله درگذشت.